# Luis Oliveira
Luís Airton Barroso Oliveira más conocido como Luís Oliveira (São Luís, Maranhão, Brasil, 24 de marzo de 1969) es un exfutbolista brasileño, nacionalizado belga, que se desempeñó como delantero en diversos clubes de Bélgica e Italia (país donde realizó casi toda su carrera futbolística).

## Clubes
| Club       | País    | Año         |
| ---------- | ------- | ----------- |
| Anderlecht | Bélgica | 1985 - 1992 |
| Cagliari   | Italia  | 1992 - 1996 |
| Fiorentina | Italia  | 1996 - 1999 |
| Cagliari   | Italia  | 1999 - 2000 |
| Cagliari   | Italia  | 2000 - 2001 |
| Como       | Italia  | 2001 - 2002 |
| Catania    | Italia  | 2002 - 2004 |
| Foggia     | Italia  | 2004 - 2005 |
| Venezia    | Italia  | 2005        |
| Lucchese   | Italia  | 2005 - 2006 |

## Selección nacional
Fue miembro de la selección de fútbol de Bélgica, con la cual jugó 31 partidos internacionales y anotó 7 goles por dicho seleccionado. Participó con su selección en una Copa Mundial: la de Francia 1998, donde su selección quedó eliminada en la primera fase del certamen.

## Controversia sobre su edad
Una investigación del año 2000 del diario Folha de S. Paulo develó que el jugador no nació en 1969 sino probablemente cuatro años antes.